# Autruche
Autruche är en kommun i departementet Ardennes i regionen Grand Est (tidigare regionen Champagne-Ardenne) i nordöstra Frankrike. Kommunen ligger  i kantonen Le Chesne som ligger i arrondissementet Vouziers. År 2022 hade Autruche 50 invånare.

## Befolkningsutveckling
Antalet invånare i kommunen Autruche
Referens: INSEE